# Oppo A18
Oppo A18 — смартфон початкового рівня, розроблений компанією OPPO, що входить у серію «А». Був представлений 27 вересня 2023 року. Також 4 вересня 2023 року був представлений Oppo A38 що по характеристикам є покращеною версією Oppo A18.

## Дизайн
Екран виконаний зі скла, а бокові грані та задня панель — з матового пластику. Також смартфони мають захист від пилу та бризок за стандартом IP54.
Ззаду моделі за дизайном схожі на Oppo A58 та Oppo A98.
Знизу розміщені роз'єм USB-C, динамік, мікрофон та 3.5 мм аудіороз'єм. З лівого боку розташований слот під 2 SIM-картки і карту пам'яті формату microSD до 1 ТБ. З правого боку розміщені кнопки регулювання гучності та кнопка блокування смартфона, в яку вбудовано сканер відбитків пальців.
Oppo A18 продається в кольорах Сяючий чорний та Сяючий блакитний, а Oppo A38 — Сяючий чорний та Сяючий золотий.

## Технічні характеристики

### Платформа
Смартфони отримали процесор MediaTek Helio G85 з графічним процесором Mali-G52 MC2.

### Батарея
Батарея обох моделей отримала об'єм 5000 мА·год. Також Oppo A38 має підтримку швидкої зарядки SUPERVOOC на 33 Вт.

### Камери
Oppo A18 та A38 отримали основну подвійну камеру із ширококутним об'єктивом на 8 Мп зі світлосилою f/2.0 та автофокусом в A18 та на 50 Мп зі світлосилою f/1.8 та фазовим автофокусом в A38 і сенсором глибини на 2 Мп зі світлосилою f/2.4. Обидві моделі отримали фронтальну камеру на 5 Мп зі світлосилою f/2.2 (ширококутний). Основна та фронтальна камери вміють записувати відео в роздільній здатності 1080p@30fps.

### Екран
Екран IPS LCD, 6.56", HD+ (1612 × 720) зі щільністю пікселів 269 ppi, співвідношенням сторін 20:9, частотою оновлення дисплея 90 Гц та краплеподібним вирізом під фронтальну камеру.

### Пам'ять
Oppo A18 продається в комплектаціях 4/64 та 4/128 ГБ, а A38 — 4/128 та 6/128 ГБ. Офіційно в Україні обидві моделі доступні тільки в конфігурації 4/128 ГБ.

### Програмне забезпечення
Смартфони були випущені на ColorOS 13.1 на базі Android 13 і були оновлені до ColorOS 14 на базі Android 14.